# Barbulifer
Barbulifer là một chi của Họ Cá bống trắng

## Các loài
Chi này hiện hành có các loài sau đây được ghi nhận:
- Barbulifer antennatus J. E. Böhlke & C. R. Robins, 1968 (Barbulifer)
- Barbulifer ceuthoecus (D. S. Jordan & C. H. Gilbert, 1884) (Bearded goby)
- Barbulifer enigmaticus Joyeux, Van Tassell & Macieira, 2009 (Goateed goby)
- Barbulifer mexicanus Hoese & Larson, 1985 (Saddlebanded goby)
- Barbulifer pantherinus (Pellegrin, 1901)